# Kete (langue bantoue)
Pour les articles homonymes, voir Kete et kcv.
Le kete (ou kikete, lukete) est un continuum linguistique de langues bantoues, parlé en République démocratique du Congo par les Kete (ou Bakete) dans la province du Kasaï, la province du Kasaï-Central et la province de la Lomami.
En 2002, le nombre de locuteurs était estimé à 8 400.

## Répartition géographique
Dans le Nord, les variantes kete-nord, ou cíket, sont parlées dans la province du Kasaï, dans le sud du territoire de Mweka, où les Kete cohabitent avec d’autres tribus comme les Kuba.
Dans le Sud, les variantes kete-sud, ou icíket, sont parlées dans les provinces du Kasaï-Central et du Kasaï oriental, dans les territoires de Lwiza, Dibaya, Kamiji.
Le kete de Kamponde, à Ntambua-Muenza et à Ndjoku-Punda dans le territoire de Lwebo.

### Dialectes
Selon Kamba Muzenga, il n’y a pas d’intercompréhension entre les dialectes du nord et les dialectes du sud.
L’Atlas linguistique d’Afrique centrale dénombre deux langues distinctes appelées « kete » avec les variantes et dialectes suivants,, :
- le cíket parlé dans le nord, notamment dans le territoire de Mweka :
  - cyéna-cyomfwá
  - cíkwa-mbálááya
  - cíket cya lóna
  - cyéná-káyéyé
- l’icíket parlé dans le sud, notamment dans le territoire de la Lwilu :
  - icíket cya Kalamba-Nzóba
  - icíket cya Ntámbwé-á-Mwénz
  - icíket cya Ndúmb
  - icíket cya Múkok
  - icíket cya Mwân-Mbez
  - icíket cya Mundembu

Jouni Maho, et Ethnologue, distinguent trois variantes principales du kete (L.21), :
- le kete de l’est (L.21a), ou kete au sens strict ;
- le kete du nord (L.21b), ou kete-kuba ;
- le kete du sud-ouest (L.21c), ou kete-lulua.